# Паплиц
Паплиц (нем. Paplitz) — деревня в Германии, в земле Саксония-Анхальт. Входит в состав города Гентин района Йерихов. 
Впервые упоминается в 1225 году.
Ранее Паплиц имела статус общины (коммуны), подчинявшейся управлению Гентин. Население составляло 363 человека (на 31 декабря 2006 года). Занимала площадь 27,12 км². 1 июля 2009 года вошла в состав города Гентин.

## Достопримечательности
Церковь, построенная в 1791 году в стиле позднего барокко.

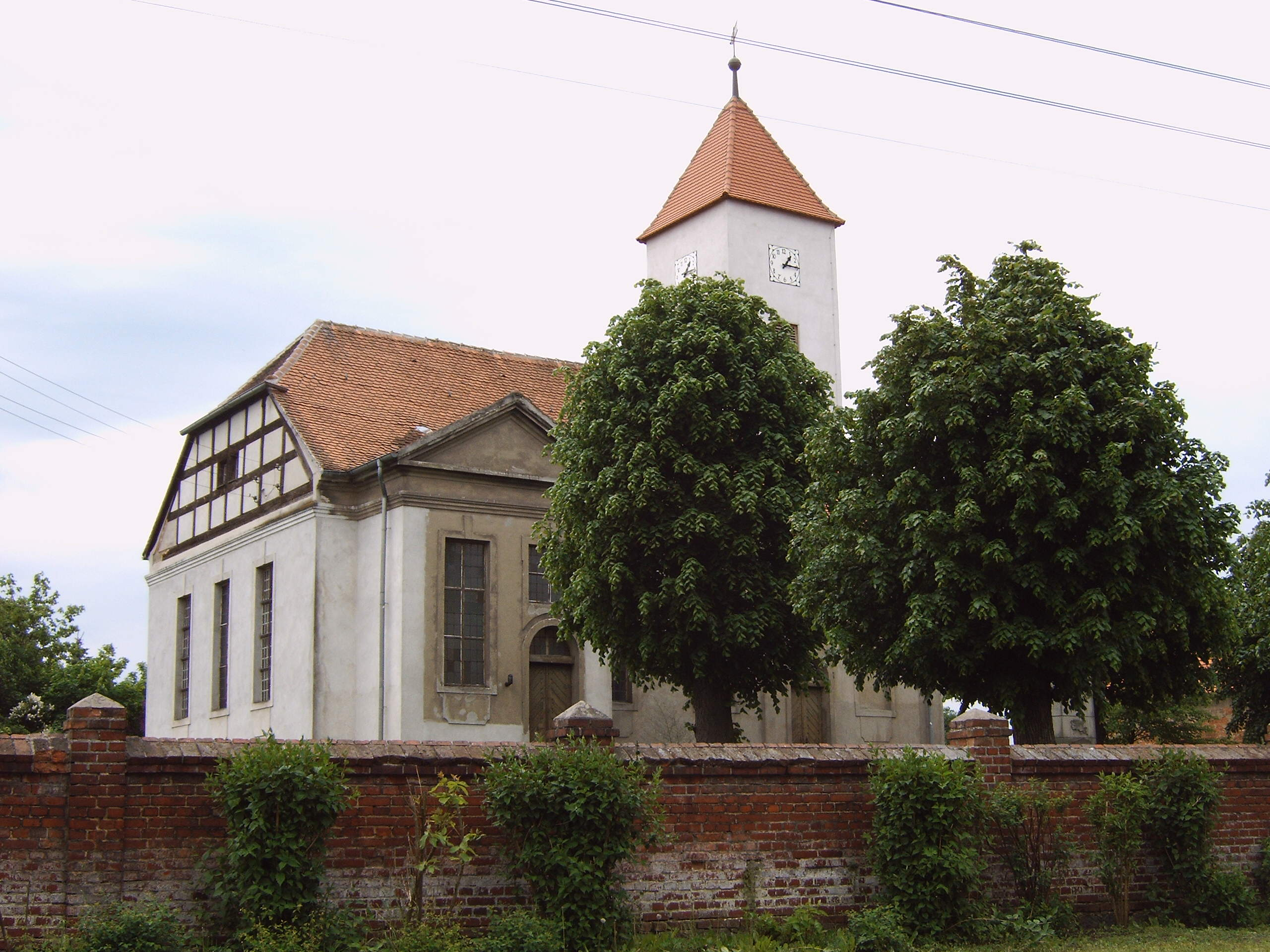
Церковь

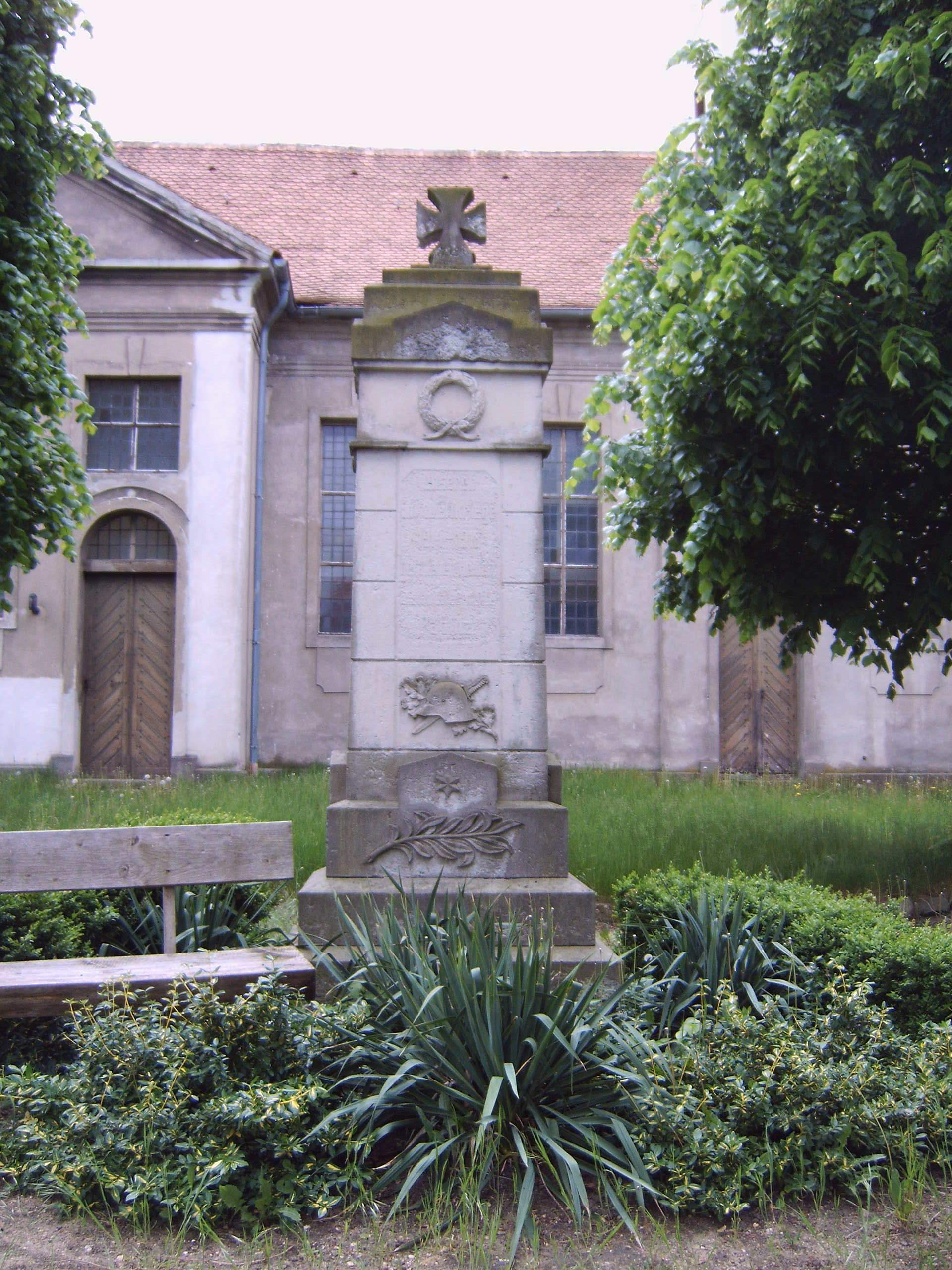
Памятник жертвам войны у церкви